# Poljče (gmina Radovljica)
Poljče – wieś w Słowenii, w gminie Radovljica. W 2018 roku liczyła 203 mieszkańców.